# Ježová (Západní Tatry)
Ježová (polsky Jeżowa Kopa, 2043 m n. m.) je hora v Západních Tatrách na Slovensku. Nachází se v rozsoše, která vybíhá jihovýchodním směrem z vrcholu Nižná Bystrá (2163 m). Rozsocha se zde dělí na dvě ramena: jihozápadní, které směřuje k vrcholu Kečka (1489 m), a jižní, které směřuje k vrcholu Suchý Hrádok (1204 m). Západní svahy hory klesají do Račkové doliny, východní do Bystré doliny.

## Přístup
- vrchol není v současnosti turisticky přístupný